# Список архітектур ARM
У наведеному нижче списку перераховано мікроархітектури ARM, спроектованих ARM Holdings і сторонніми компаніями. Список відсортовано за версією набору команд ARM, релізом і назвою.
Компанія ARM надає загальний список численних вендорів, що імплементують процесорні ядра з архітектурою ARM.
| Серія     | Версія архітектури | Ядро                | Характеристика | Кеш (I/D)/MMU                                                                    | Типова швидкодія @ MHz                                                     | Використання |
| --------- | ------------------ | ------------------- | --- | -------------------------------------------------------------------------------- | -------------------------------------------------------------------------- | --- |
| ARM1      | ARMv1              | ARM1                | | Відсутній                                                                        |                                                                            | другий процесор для BBC Micro |
| ARM2      | ARMv2              | ARM2                | До архітектури додано MUL (інструкцію множення) | Відсутній                                                                        | 4 MIPS @ 8 MHz 0.33 DMIPS/MHz                                              | Acorn Archimedes, Chessmachine |
| ARM2      | ARMv2a             | ARM250              | Інтегрований MEMC (Блок керування пам'яттю), Графічний процесор та процесор вводу-виводу. Архітектура 2a додала SWP і SWPB (своп) інструкції.                                             | Відсутній, MEMC1a                                                                | 7 MIPS @ 12 MHz                                                            | Acorn Archimedes |
| ARM3      | ARMv2a             | ARM2a               | Вперше використовується в архітектурі ARM процесорний кеш. | уніфіковані 4кб                                                                  | 12 MIPS @ 25 MHz 0.50 DMIPS/MHz                                            | Acorn Archimedes |
| ARM6      | ARMv3              | ARM60               | v3 архітектура вперше підтримувала ширину адресної шини пам'яті 32 біти (на відміну від 26 бітів)                                                                                         | відсутній                                                                        | 10 MIPS @ 12 MHz                                                           | 3DO Interactive Multiplayer, Zarlink GPS приймач |
| ARM6      | ARMv3              | ARM600              | Кеш та співпроцесорна шина (для FPA10 розрахунків із рухомою комою). | уніфіковані 4кб                                                                  | 28 MIPS @ 33 MHz                                                           | |
| ARM6      | ARMv3              | ARM610              | Кеш, відсутня співпроцесорна шина. | уніфіковані 4кб                                                                  | 17 MIPS @ 20 MHz 0.65 DMIPS/MHz                                            | Acorn Risc PC 600, Apple Newton 100 series |
| ARM7      | ARMv3              | ARM700              | | уніфіковані 8кб                                                                  | 40 MHz                                                                     | Acorn Risc PC прообраз процесорної плати |
| ARM7      | ARMv3              | ARM710              | | уніфіковані 8кб                                                                  | 40 MHz                                                                     | Acorn Risc PC 700 |
| ARM7      | ARMv3              | ARM710a             | | уніфіковані 8кб                                                                  | 40 MHz 0.68 DMIPS/MHz                                                      | Acorn Risc PC 700, Apple eMate 300 |
| ARM7      | ARMv3              | ARM7100             | Інтегрована система на кристалі. | уніфіковані 8кб                                                                  | 18 MHz                                                                     | Psion Series 5 |
| ARM7      | ARMv3              | ARM7500             | Інтегрована система на кристалі. | уніфіковані 4кб                                                                  | 40 MHz                                                                     | Acorn A7000 |
| ARM7      | ARMv3              | ARM7500FE           | Інтегрована система на кристалі. Додано FPA (Floating-Point Accelerator — прискорювач обрахунків із рухомою комою) та EDO (Enhanced Data Out — прискорений ввід/вивід) контролер пам'яті. | уніфіковані 4кб                                                                  | 56 MHz 0.73 DMIPS/MHz                                                      | Acorn A7000+ |
| ARM7TDMI  | ARMv4T             | ARM7TDMI(-S)        | 3-х етапний конвеєр, Thumb | відсутній                                                                        | 15 MIPS @ 16.8 MHz                                                         | Game Boy Advance, Nintendo DS, iPod, Lego NXT, Atmel AT91SAM7, Juice Box |
| ARM7TDMI  | ARMv4T             | ARM710T             | | уніфіковані 8кб, MMU                                                             | 36 MIPS @ 40 MHz                                                           | Psion Series 5mx, Psion Revo/Revo Plus/Diamond Mako |
| ARM7TDMI  | ARMv4T             | ARM720T             | | уніфіковані 8кб, MMU                                                             | 60 MIPS @ 59.8 MHz                                                         | Zipit Wireless Messenger |
| ARM7TDMI  | ARMv4T             | ARM740T             | | MPU                                                                              |                                                                            | |
| ARM7TDMI  | ARMv5TEJ           | ARM7EJ-S            | Jazelle DBX, вдосконалені інструкції обробки цифрових сигналів, 5-ти етапний конвеєр | відсутній                                                                        |                                                                            | |
| StrongARM | ARMv4              | SA-110              | | 16 KB/16 KB, MMU                                                                 | 203 MHz 1.0 DMIPS/MHz                                                      | Apple Newton 2x00 серії, Acorn Risc PC, Rebel/Corel Netwinder, Chalice CATS, Psion Netbook |
| StrongARM | ARMv4              | SA-1110             | | 16 KB/16 KB, MMU                                                                 | 233 MHz                                                                    | LART, Intel Assabet, Ipaq H36x0, Balloon2, Zaurus SL-5x00, HP Jornada 7xx, Jornada 560 series |
| ARM8      | ARMv4              | ARM810              | 5-ти етапний конвеєр, статистичне передбачення розгалужень, пам'ять із подвійною пропускною шиною                                                                                         | уніфіковані 8кб, MMU                                                             | 84 MIPS @ 72 MHz 1.16 DMIPS/MHz                                            | Acorn Risc PC прообраз процесорної плати |
| ARM9TDMI  | ARMv4T             | ARM9TDMI            | 5-ти етапний конвеєр | відсутній                                                                        |                                                                            | |
| ARM9TDMI  | ARMv4T             | ARM920T             | | 16 KB/16 KB, MMU                                                                 | 200 MIPS @ 180 MHz                                                         | Armadillo, GP32,GP2X (first core), Tapwave Zodiac (Motorola i. MX1), Hewlet Packard HP-49/50 Calculators, Sun SPOT, [Cirrus Logic EP9315], Samsung s3c2442 (HTC TyTN, FIC Neo FreeRunner) |
| ARM9TDMI  | ARMv4T             | ARM922T             | | 8 кб/8 кб, MMU                                                                   |                                                                            | |
| ARM9TDMI  | ARMv4T             | ARM940T             | | 4 кб/4 кб, MPU (memory protection unit — блок захисту пам'яті)                   |                                                                            | GP2X (друге ядро), Meizu M6 Mini Player |
| ARM9E     | ARMv5TE            | ARM946E-S           | Вдосконалені інструкції обробки цифрових сигналів | змінний, сильно пов'язана пам'ять, MPU                                           |                                                                            | Nintendo DS, Nokia N-Gage, Conexant 802.11 chips |
| ARM9E     | ARMv5TE            | ARM966E-S           | | без кешу, TCMs (terminal-to-computer multiplexer — мультиплексор каналу зв'язку) |                                                                            | ST Micro STR91xF, додається Ethernet |
| ARM9E     | ARMv5TE            | ARM968E-S           | | без кешу, TCMs                                                                   |                                                                            | |
| ARM9E     | ARMv5TEJ           | ARM926EJ-S          | Jazelle DBX, вдосконалені інструкції обробки цифрових сигналів | різноманітний, TCMs, MMU                                                         | 220 MIPS @ 200 MHz,                                                        | Мобільні телефони: Nokia 6630; Sony Ericsson (серії K та W); Siemens та Benq (серії x65 та новіші); Texas Instruments OMAP1710, OMAP1610, OMAP1611, OMAP1612, OMAP-L137; Qualcomm MSM6100, MSM6125, MSM6225, MSM6245, MSM6250, MSM6255A, MSM6260, MSM6275, MSM6280, MSM6300, MSM6500, MSM6800; Freescale i.MX21, i.MX27, Atmel AT91SAM9, GPH Wiz |
| ARM9E     | ARMv5TE            | ARM996HS            | Самотактований процесор, вдосконалені інструкції обробки цифрових сигналів | без кешу, TCMs, MPU                                                              |                                                                            | |
| ARM10E    | ARMv5TE            | ARM1020E            | (VFP), 6-рівневий конвеєр, вдосконалені інструкції обробки цифрових сигналів | 32 KB/32 KB, MMU                                                                 |                                                                            | |
| ARM10E    | ARMv5TE            | ARM1022E            | (VFP) | 16 KB/16 KB, MMU                                                                 |                                                                            | |
| ARM10E    | ARMv5TEJ           | ARM1026EJ-S         | Jazelle DBX, вдосконалені інструкції обробки цифрових сигналів | різний, MMU чи MPU                                                               |                                                                            | |
| XScale    | ARMv5TE            | 80200/IOP310/IOP315 | Процесор вводу/виводу, вдосконалені інструкції обробки цифрових сигналів |                                                                                  |                                                                            | |
| XScale    | ARMv5TE            | 80219               | |                                                                                  | 400/600 MHz                                                                | Thecus N2100 |
| XScale    | ARMv5TE            | IOP321              | |                                                                                  | 600 BogoMips @ 600 MHz                                                     | Iyonix |
| XScale    | ARMv5TE            | IOP33x              | |                                                                                  |                                                                            | |
| XScale    | ARMv5TE            | IOP34x              | 1-2 ядра, прискорення RAID | 32K/32K L1, 512K L2, MMU                                                         |                                                                            | |
| XScale    | ARMv5TE            | PXA210/PXA250       | Прикладний процесор, 7-ми рівневий конвеєр |                                                                                  |                                                                            | Zaurus SL-5600, iPAQ H3900 |
| XScale    | ARMv5TE            | PXA255              | | 32KB/32KB, MMU                                                                   | 400 BogoMips @ 400 MHz                                                     | Gumstix basix & connex, Palm Tungsten E2,Mentor Ranger & Stryder, iRex ILiad |
| XScale    | ARMv5TE            | PXA26x              | |                                                                                  | за замовчуванням 400 MHz, максимально 624 MHz                              | Palm Tungsten T3 |
| XScale    | ARMv5TE            | PXA27x              | Прикладний процесор | 32 кб/32 кб, MMU                                                                 | 800 MIPS @ 624 MHz                                                         | Gumstix verdex, HTC Universal, HP hx4700, Zaurus SL-C1000, 3000, 3100, 3200, Dell Axim x30, x50, and x51 series, Motorola Q, Balloon3, Trolltech Greenphone, Palm TX, Motorola Ezx Platform A728, A780, A910, A1200, E680, E680i, E680g, E690, E895, Rokr E2, Rokr E6, Fujitsu Siemens LOOX N560, Toshiba Portégé G500, Trēo 650-755p            |
| XScale    | ARMv5TE            | PXA800(E)F          | |                                                                                  |                                                                            | |
| XScale    | ARMv5TE            | Monahans            | |                                                                                  | 1000 MIPS @ 1.25 GHz                                                       | |
| XScale    | ARMv5TE            | PXA900              | |                                                                                  |                                                                            | Blackberry 8700, Blackberry Pearl (8100) |
| XScale    | ARMv5TE            | IXC1100             | Процесор панелі управління |                                                                                  |                                                                            | |
| XScale    | ARMv5TE            | IXP2400/IXP2800     | |                                                                                  |                                                                            | |
| XScale    | ARMv5TE            | IXP2850             | |                                                                                  |                                                                            | |
| XScale    | ARMv5TE            | IXP2325/IXP2350     | |                                                                                  |                                                                            | |
| XScale    | ARMv5TE            | IXP42x              | |                                                                                  |                                                                            | NSLU2 |
| XScale    | ARMv5TE            | IXP460/IXP465       | |                                                                                  |                                                                            | |
| ARM11     | ARMv6              | ARM1136J(F)-S       | SIMD, Jazelle DBX, (VFP), 8-ми етапний конвеєр | різний, MMU                                                                      | 740 @ 532—665 MHz (i.MX31 SoC), 400—528 MHz                                | Texas Instruments OMAP2420 (Nokia E90, Nokia N93, Nokia N95, Nokia N82), Zune, BUGbase, Nokia N800, Nokia N810, Qualcomm MSM7200 (разом із інтегрованим ARM926EJ-S співпроцесором @ 274 MHz, використовувався в Eten- Glofish, HTC TyTN II, HTC Nike), Freescale i.MX31 (який використовувався в оригінальному Zune 30gb).                       |
| ARM11     | ARMv6T2            | ARM1156T2(F)-S      | SIMD, Thumb-2, (VFP), 9-ти етапний конвеєр | різний, MMU                                                                      | різний, MPU                                                                | |
| ARM11     | ARMv6KZ            | ARM1176JZ(F)-S      | SIMD, Jazelle DBX, (VFP) | різний, MMU+TrustZone                                                            |                                                                            | Apple iPhone, Apple iPod touch, Conexant CX2427X, Motorola RIZR Z8, Motorola RIZR Z10 |
| ARM11     | ARMv6K             | ARM11 MPCore        | 1-4 ядра SMP, SIMD, Jazelle DBX, (VFP) | різний, MMU                                                                      |                                                                            | Nvidia APX 2500 |
| Cortex    | ARMv6-M            | Cortex-M0           | Профіль мікроконтролеру, тільки підмножина Thumb-2 (16-bit Thumb команди та BL, MRS, MSR, ISB, DSB, DMB).                                                                                 | кеш відсутній.                                                                   | 0.9 DMIPS/MHz                                                              | NXP Semiconductors NXP LPC1100 [Архівовано 19 квітня 2012 у Wayback Machine.], Nuvoton, Cypress PSoC 4 family |
| Cortex    | ARMv6-M            | Cortex-M1           | Для застосування в FPGA, профіль мікроконтролеру, Thumb-2 (BL, MRS, MSR, ISB, DSB, та DMB).                                                                                               | відсутній, на замовлення сильнозв'язана пам'ять.                                 | до 136 DMIPS @ 170 MHz (0.8 DMIPS/MHz, доступна частота залежить від FPGA) | «Actel ProASIC3 and Actel Fusion PSC devices will sample in Q3 2007» |
| Cortex    | ARMv7-M            | Cortex-M3           | Профіль мікроконтролеру, тільки Thumb-2. | кеш відсутній, (MPU)                                                             | 125 DMIPS @ 100 MHz                                                        | Luminary Micro [Архівовано 22 лютого 2015 у Wayback Machine.] microcontroller family, STMicroelectronics STM32 [Архівовано 17 травня 2008 у Wayback Machine.], Energy Micro EFM32 [Архівовано 15 січня 2013 у Wayback Machine.], Cypress PSoC 5LP family                                                                                         |
| Cortex    | ARMv7-R            | Cortex-R4(F)        | Поглиблено вбудований процесор реального часу, (FPU) | різний кеш, MPU на замовлення                                                    | 600 DMIPS                                                                  | TMS570 від Texas Instruments, Broadcom використовує |
| Cortex    | ARMv7-A            | Cortex-A8           | Прикладний процесор, VFP, NEON, Jazelle RCT, Thumb-2, 13-ти етапний суперскалярний конвеєр                                                                                                | різний (L1+L2), MMU+TrustZone                                                    | до 2000 (2.0 DMIPS/MHz на частоті 600 MHz до більш ніж 1 GHz)              | Texas Instruments OMAP3, Pandora |
| Cortex    | ARMv7-A            | Cortex-A9           | Прикладний процесор, (VFP), (NEON), Jazelle RCT and DBX, Thumb-2, 8-ти етапний, багатократний, спекулятивний суперскалярний конвеєр, виконання поза порядком                              |                                                                                  | 2.0 DMIPS/MHz                                                              | |
| Cortex    | ARMv7-A            | Cortex-A9 MPCore    | As Cortex-A9, 1-4 core SMP | MMU+TrustZone                                                                    | 2.0 DMIPS/MHz                                                              | Texas Instruments OMAP4430/4440, ST-Ericsson U8500, Nvidia Tegra2 |